# Astragalus alabugensis
Astragalus alabugensis är en ärtväxtart som beskrevs av Boris Fedtjenko. Astragalus alabugensis ingår i släktet vedlar, och familjen ärtväxter. Inga underarter finns listade i Catalogue of Life.